# Tintinnabulum

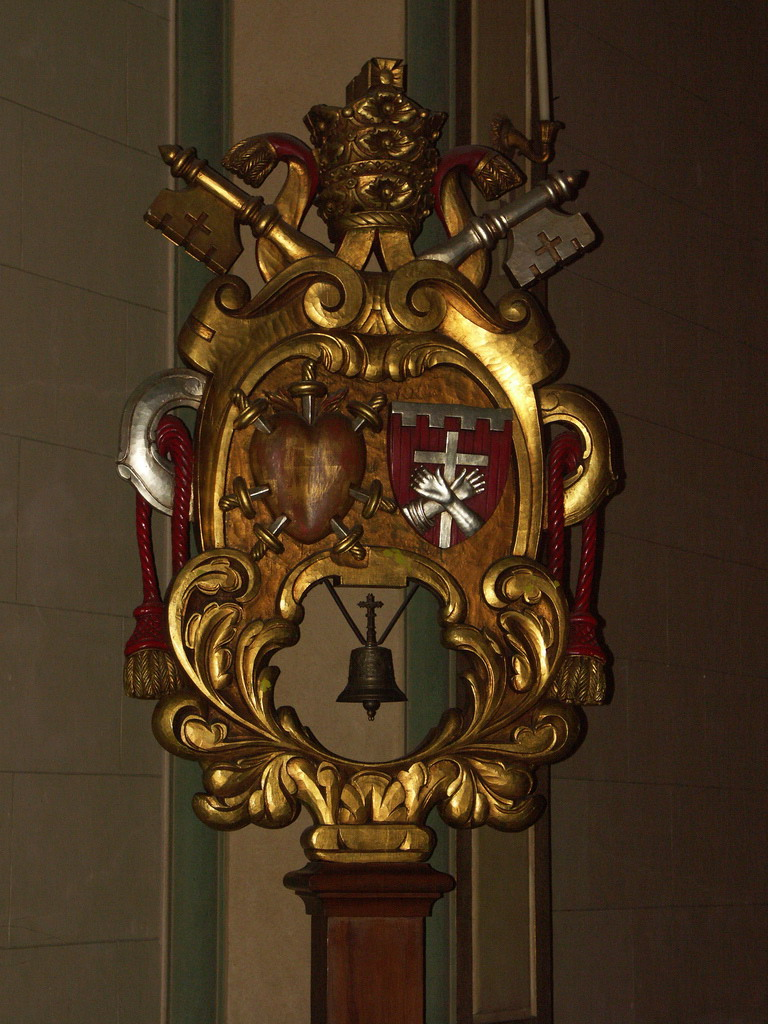
Tintinnabulum i Franciskus av Assisi-kyrkan i San Francisco, Kalifornien

Tintinnabulum är en liten klocka, ofta monterad högst upp på en stav och placerad i en romersk-katolsk basilika för att påvisa kyrkans band till påven. 
I det medeltida Rom användes klockan för att under påvliga processioner göra känt för folket att påven närmade sig.